# Герберт и Дороти Фогель

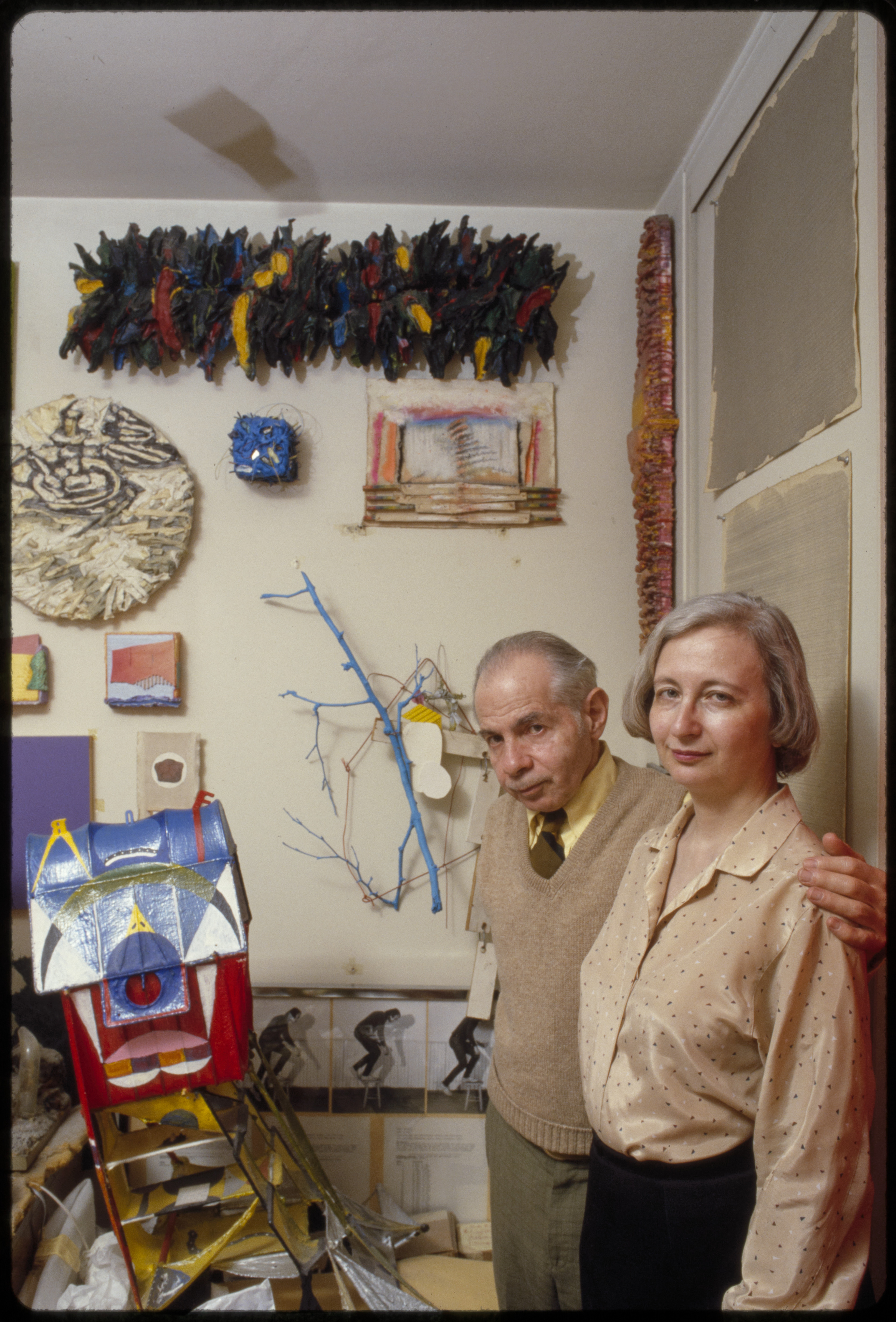

Герберт Фогель (англ. Herbert Vogel, 1922—2012) и Дороти Фогель (англ. Dorothy Vogel, род. 1935) — американские коллекционеры искусства, в своё время названные «пролетарскими коллекционерами искусства» («proletarian art collectors»). Более полувека проработав государственными служащими в Нью-Йорке, собрали одну из самых ценных коллекций художественных произведений пост-шестидесятых годов в Соединенных Штатах, в основном, минималистского и концептуального искусства.

## Биографии
Герберт Фогель, известный как Герб, был сыном русского еврейского портного из Гарлема. Он не получил среднего образования, служил в армии США во время Второй мировой войны. После службы и до своего ухода на пенсию, в 1979 году, работал клерком, сортировавшим почту для Почтовой службы Соединенных Штатов. Дороти Фогель (урождённая Хоффман) родилась в семье ортодоксального еврея, торговца канцелярскими товарами из города Эльмира, округ Шеманг, штат Нью-Йорк. Она получила высшее образование: степень бакалавра в Сиракузском университете и степень магистра в Денверского университета — обе в области библиотечного дела. Работала библиотекарем в Бруклинской публичной библиотеке до выхода на пенсию в 1990 году.
Герберт и Дороти поженились в 1962 году в Эльмире, через год после знакомства. В начале совместной жизни они брали уроки рисования в Нью-Йоркском университете, но позже оставили живопись в пользу коллекционирования. Жили очень скромно. У супругов Фогель не было детей, они держали домашних питомцев — рыб, черепах и кошек, названных в честь известных художников.
Японская писательница и режиссёр Мэгуми Сасаки создала два документальных фильма о Герберте и Дороти Фогель: Herb and Dorothy в 2008 году и Herb and Dorothy 50x50 в 2013 году.

## Коллекция
Одним из их самых ранних приобретений Герберта была работа художника-абстракциониста Джузеппе Наполи (Giuseppe Napoli), которую он купил еще до женитьбы на Дороти. Чтобы отпраздновать помолвку, будущие супруги купили керамическое изделие Пабло Пикассо. Работа американского скульптора Джона Чемберлена была их первым общим приобретением после свадьбы.
Пара жила на зарплату Дороти, зарплата Герберта, которая со временем достигла 23 000 долларов в год, тратилась на пополнение коллекции. Они вели скромный образ жизни, не растрачиваясь на рестораны или путешествия; художественные произведения покупали не в инвестиционных целях, а выбирали только те предметы, которые нравились им лично. Работы покупались напрямую у художников и скульпторов, часто в рассрочку. Однажды, согласно сообщению газеты «The Washington Post», они получили коллаж экологического художника Христо Явашева за то, что во время отсутствия художника кормили его кошку. В 1975 году супруги Фогель провели первую выставку своей коллекции в галерее Clocktower Gallery в Нижнем Манхэттене.
Герберт и Дороти Фогель собрали коллекцию из более чем 4780 работ, которые они хранили (в шкафах и под кроватью) и выставляли в своей съёмной однокомнатной квартире на Манхэттене в Верхнем Ист-Сайде. Хотя супруги собирали, главным образом, концептуальное и минималистское искусство, их коллекция также включала заслуживающие внимания пост-минималистские работы. В их числе произведения таких художников, как Рой Лихтенштейн, Роберт Мангольд, Ричард Таттл, а также фотографов Синди Шерман и Лорны Симпсон.
В 1992 году Фогели решили передать всю коллекцию в Национальную галерею искусств, которую выбрали, потому что она не взимает плату за вход и не продаёт подаренные работы — они хотели, чтобы их достояние принадлежало общественности.
В конце 2008 года они запустили вместе с этой галереей, Национальным фондом искусств и Институтом музейных и библиотечных услуг программу The Dorothy and Herbert Vogel Collection: Fifty Works for Fifty States. По этой акции пятидесяти художественным учреждениям во всех пятидесяти штатах США было пожертвовано 2500 работ из коллекции супругов. Акция сопровождалось одноимённой книгой.
Среди пожертвованных работ находятся произведения 177 авторов, в их числе: Карл Андре, Ричард Анушкевич, Ричард Артшвагер, Уилл Барнет, Роберт Барри, Линда Бенглис, Йозеф Бойс, Рональд Блейден, Джин Дэвис, Майкл Голдберг, Дэн Грэм, Питер Хелли, Джим Ходжес, Брайан О’Доэрти, Нил Дженни, Джоан Джонас, Ронни Лэндфилд, Сол Левитт, Рой Лихтенштейн, Роберт Мангольд, Вик Мюнис, Такаси Мураками, Элизабет Мюррей, Форрест Майерс, Нам Джун Пайк, Бетти Парсонс, Ларри Пунс, Дэвид Рид, Дэвид Салле, ХА Шульт, Джоэл Шапиро, Синди Шерман, Йинка Шонибаре, Лорна Симпсон, Тони Смит, Ричард Станкевич, Пэт Стейр, Ричард Таттл, Роберт Уоттс, Лоуренс Вайнер, Терри Уинтерс, Мартин Вонг, Ларри Зокс.